# 한국민사원조처
한국민사원조처(Korea Civil Assistance Command (KCAC)) 혹은 주한 민간원조사령부는 1953년과 1955년 사이에 한국의 재건을 지원하는 유엔의 군사기구였다. 위장번호 제8201부대(8201th Army Unit)는 한국 전쟁 당시에 민사 목적으로 미국과 유엔에서 주도적으로 분견대로 설립하여 사령부로 운영했었다.

## 개요
부산 교두보 전투, 낙동강에서 전투가 진행되는 도중에 캠프 하야리아에 본부를 설치하였다. 인천 상륙작전의 성공으로 전선이 위도 38도선로 바뀐 후에는 충청북도의 충북산업장려관에 본부으로 옮겼다.
유엔군이 서울 전투에서 승리하여 수도권역을 되찾은 1951년 3월 16일부터 유엔 민간원조사령부는 한강다리를 건너 갈 수 있는 통행증을 발행하였다.
1953년 7월 1일에 유엔 한국 민사지원단의 후신으로 설립됐다. 유엔군 극동사령부의 주요 사령부 중 하나였다.
1954년 4월에는 본부를 부산에서 서울로 옮겼다.
1954년 4월 6일 이승만 대통령은 KCAC에 대통령 부대 표창을 수여했다.
1955년 12월 1일 KCAC 해체

## 계보
- 1950년 10월, UN Public Health and Welfare Detachment→유엔 공중보건복지파견대
- 1951년, United Nations Civil Assistance Command (UNCAC)→유엔 민간원조사령부
- 1952년, United Nations Civil Assistance Command, Korea (UNCACK)→주한 유엔 민간원조사령부
- 1953년 7월, Korea Civil Assistance Command (KCAC)→주한 민간원조사령부

위장이름
- 육군 제8201부대(8201th Army Unit)

## 참조

### 자료
- Sacquety, Troy J. (2011). 《Same Organization, Four Different Names: U.S. Army Civil Affairs in Korea 1950-1953》 (PDF). Veritas (영어) 7. 2023년 3월 31일에 확인함.

- Lee, Steven (2009년 3월 16일). “The United States, the United Nations, and the Second Occupation of Korea, 1950-1951” (영어) 7 (0). 3457. 2023년 6월 28일에 확인함.
- http://s-space.snu.ac.kr/handle/10371/161578